# 한나 옌센

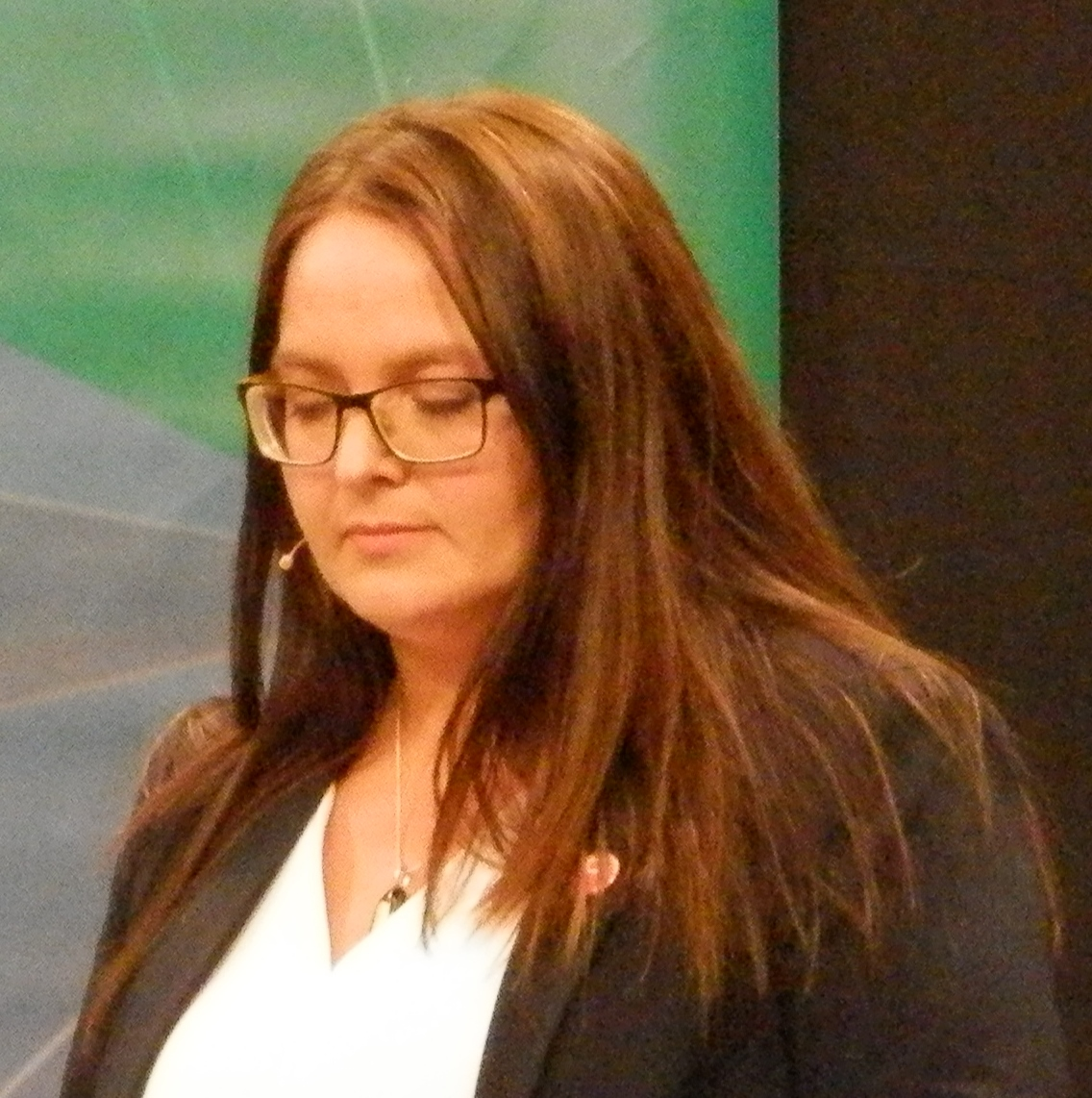
한나 옌센

한나 옌센(페로어: Hanna Jensen, 1973년 2월 19일~)은 페로 제도의 정치인으로 소속 정당은 진보당이다. 2015년부터 페로 제도 의회 의원을 역임하고 있다. 에스투로이섬 레이르비크(Leirvík) 출신이다.